# Geoffrey Watson
Geoffrey Watson (ur. 1921, zm. 1998) – australijski statystyk, profesor Uniwersytetu Princeton. Współtwórca (wspólnie z Jamesem Durbinem) rozkładu Durbina-Watsona oraz testu Durbina-Watsona. 